# Michael Carter (sportowiec)
Michael D’Andrea „Mike” Carter (ur. 29 października 1960 w Dallas) – amerykański lekkoatleta, specjalizujący się w pchnięciu kulą, srebrny medalista letnich igrzysk olimpijskich w Los Angeles (1984). Po zakończeniu kariery lekkoatletycznej, w latach 1984–1992 profesjonalny zawodnik futbolu amerykańskiego.
Ojciec kulomiotki Michelle Carter.

## Sukcesy sportowe
- trzykrotny mistrz National Collegiate Athletic Association w pchnięciu kulą – 1980, 1981, 1983[2]
- czterokrotny halowy mistrz National Collegiate Athletic Association w pchnięciu kulą – 1980, 1981, 1983, 1984[3]
- trzykrotny zdobywca Super Bowl (1985, 1989, 1990) w barwach klubu San Francisco 49ers

| Rok  | Miasto      | Zawody               | Konkurencja    | Wynik         |
| ---- | ----------- | -------------------- | -------------- | ------------- |
| 1981 | Bukareszt   | Uniwersjada          | pchnięcie kulą | złoty medal   |
| 1983 | Edmonton    | Uniwersjada          | pchnięcie kulą | złoty medal   |
| 1984 | Los Angeles | Igrzyska olimpijskie | pchnięcie kulą | srebrny medal |

## Rekordy życiowe
- pchnięcie kulą – 21,76 – Eugene 02/06/1984
- pchnięcie kulą (hala) – 21,25 – Detroit 13/03/1981
- rzut dyskiem – 61,96 – Baton Rouge 06/06/1981